# CSR (기업)
CSR(구 명칭: Cambridge Silicon Radio)은 영국 케임브리지에 본사를 둔 다국적 팹리스 반도체 기업이었다. 주요 제품은 연결, 오디오, 이미징 및 위치 칩이었다. CSR은 런던 증권거래소에 상장되어 있었고 2015년 8월 퀄컴에 인수될 때까지 FTSE 250 지수의 구성 요소였다. 퀄컴의 소유 하에 회사 이름은 퀄컴 테크놀로지스 인터내셔널(Qualcomm Technologies International, Ltd.)로 변경되었다.

## 제품
CSR의 제품에는 블루투스, GPS, FM 방송, 와이파이, 오디오, 이미징 및 ARM 프로세서를 위한 플랫폼 솔루션이 포함되었다. 조란(Zoran)이 합병된 후 CSR은 MIPS 아키텍처를 기반으로 하는 디지털 이미징 제품도 만들었다.